# Aestetica
『Aestetica』（エステティカ）は、浜田麻里23枚目のスタジオ・アルバム。2010年2月17日に、徳間ジャパン/meldacから発売。約3年ぶりの新作。

## 解説
同じレコード会社所属のLOUDNESS、LAZYの高崎晃がギターで参加。本作は、高崎をはじめとする国内ミュージシャン主体によるハードロック／ヘヴィメタル色の強い楽曲と、海外ミュージシャン主体によるポップ色の強い楽曲をバランス良く収録。本作発売に伴うコンサートツアーのうち、2010年5月29日中野サンプラザでの最終公演の模様はBSフジにて三度放送。2011年9月7日にはその公演収録DVD「Mari Hamada Live in Tokyo　"Aestetica"」が発売。オリコンDVD音楽ランキングで9月9日付で1位。オリコンDVD総合ランキングで3位。

## 批評
BARKSの増田勇一は「想像していた以上にロックな美学が感じられる作品に仕上がっている。自身の資質を充分すぎるほどに熟知している人の強み、凄みを感じさせる」と評した。
CDジャーナルは「初期作品を彷彿させるハードなマテリアルが印象的に響く。豊かな表現力を伴う緊張感の高い絶唱も見事」と評した。

## 収録曲
| 全作詞: 浜田麻里、全ヴォーカルアレンジ: 浜田麻里。 |                         |                                          |                    |                  |      |
| #                                                  | タイトル                | 作詞                                     | 作曲               | 編曲             | 時間 |
| 1.                                                 | 「Stay Gold」           | 浜田麻里、全ヴォーカルアレンジ: 浜田麻里 | 岸井将             | 増田隆宣、岸井将 | 5:12 |
| 2.                                                 | 「Somebody's Calling」  | 浜田麻里、全ヴォーカルアレンジ: 浜田麻里 | 増田隆宣           | 増田隆宣         | 5:00 |
| 3.                                                 | 「Unconscious Beauty」  | 浜田麻里、全ヴォーカルアレンジ: 浜田麻里 | 増田隆宣           | 増田隆宣         | 5:38 |
| 4.                                                 | 「Stella」              | 浜田麻里、全ヴォーカルアレンジ: 浜田麻里 | 浜田麻里           | 大槻啓之         | 5:20 |
| 5.                                                 | 「Crescendo」           | 浜田麻里、全ヴォーカルアレンジ: 浜田麻里 | 藤井陽一、浜田麻里 | 藤井陽一         | 5:20 |
| 6.                                                 | 「Steps In The Sand」   | 浜田麻里、全ヴォーカルアレンジ: 浜田麻里 | 大槻啓之           | 大槻啓之         | 5:27 |
| 7.                                                 | 「TIMES」               | 浜田麻里、全ヴォーカルアレンジ: 浜田麻里 | 浜田麻里           | 大槻啓之         | 6:11 |
| 8.                                                 | 「Universe After Rain」 | 浜田麻里、全ヴォーカルアレンジ: 浜田麻里 | 浜田麻里           | 大槻啓之         | 4:40 |
| 9.                                                 | 「St.Radiance」         | 浜田麻里、全ヴォーカルアレンジ: 浜田麻里 | 大槻啓之           | 大槻啓之         | 4:50 |
| 10.                                                | 「Stand Out」           | 浜田麻里、全ヴォーカルアレンジ: 浜田麻里 | 浜田麻里           | 大槻啓之         | 3:56 |
| 11.                                                | 「Once Again」          | 浜田麻里、全ヴォーカルアレンジ: 浜田麻里 | 大槻啓之           | 大槻啓之         | 4:39 |

## レコーディング参加
国内	
- Guitars	
  - 高崎晃（LOUDNESS、LAZY）
  - 増崎孝司（DIMENSION）
  - 大槻啓之
- Bass	
  - 寺沢功一
  - 満園庄太郎
- Keyboards	
  - 増田隆宣
- Drums	
  - 本間大嗣(ANTHEM)
  - 宮脇“JOE”知史(44MAGNUM)

海外
- Guitars	
  - Michael Landau
  - Michael Thompson
- Bass	
  - Leland Sklar
- Keyboards	
  - Jeff Babko
- Drums	
  - Gregg Bissonette